# Підрясник
Підря́сник — довгий одяг із вузькими (на відміну від ряси) рукавами. Переважно чорного кольору. Підрясник — спіднє облачення католицького, православного та деяких деномінацій протестантського духовенства.
Підрясник являє собою довгий, до п'ят одяг, з вузькими рукавами наглухо застебнутим коміром. Буває двох видів. Перший вид підрясника: ушитий в талії одяг, розрізний зверху до низу, з розширеною у вигляді дзвона нижньою частиною. Ліва нижня пола глибоко заходить усередину під праву верхню вилогу. Коса верхня права пола застібається з лівого боку на шиї і в поясі.
Другий вид цього одягу: однорядка, ушитий в талії або прямий одяг, розрізний по центру, від шиї до грудей, або до низу, що має від середини коміра до нижнього краю по центру ряд ґудзиків (зазвичай 33). Такий покрій мали стародавні руські однорядки духовенства і знаті та католицького духовного одягу (сутана).
У чернецтва підрясник повинен бути чорного кольору. Колір підрясника білого духовенства — чорний, темно-синій, коричневий, сірий і білий для літа. Матеріал: сукно, вовна, сатин, льон, чесуча, рідше шовкові тканини.